# 8944 Ortigara
A 8944 Ortigara (ideiglenes jelöléssel 1997 BF9) a Naprendszer kisbolygóövében található aszteroida. U. Munari és M. Tombelli fedezte fel 1997. január 30-án.